# Paris Holiday
Paris Holiday (ve francouzské verzi À Paris tous les deux) je francouzsko-americký hraný film z roku 1958 režírovaný Gerdem Oswaldem.

## Děj
Americký herec Robert Leslie Hunter a francouzský umělec Fernandel se seznámí na luxusní zaoceánské lodi Île-de-France, která míří do Le Havru. Oba společně míří do Paříže, kam Huntera pozval francouzský dramatik Serge Vitry kvůli novému scénáři.
Série podezřelých nehod vede k tomu, že je Hunter zatčen jako podezřelý z následné Vitryho vraždy, ale je zachráněn americkým velvyslancem a inspektorem Dupontem. Vitry byl na stopě padělatelům, kteří se dostali do vysokých funkcí francouzské vlády, a proto byl zavražděn. Oba muži požádají Huntera, aby posloužil jako návnada. Následuje pronásledování po celé Paříži a zajetí skupiny zabijáků.

## Obsazení
| Fernandel       | francouzský umělec Fernandel |
| Bob Hope        | Robert Leslie Hunter         |
| Martha Hyer     | Ann Mc Call                  |
| Anita Ekbergová | Zara                         |
| Preston Sturges | dramatik Serge Vitry         |
| André Morell    | americký velvyslanec         |
| Alan Gifford    | americký konzul              |
| Maurice Teynac  | doktor Bernais               |
| Yves Brainville | inspektor Dupont             |
| Marcel Perès    | strážce v institutu          |
| Jean Murat      | soudce                       |
| Roger Tréville  | pacient                      |
| Irène Tunc      | veselá žena na lodi          |
| Hans Verner     | gangster                     |
| Paul Violette   | strážce v institutu          |